# Idle Hour
Idle Hour es una antigua residencia campestre situada en Oakdale en Long Island en el condado de Suffolk, en el estado de Nueva York (Estados Unidos). Se completó en 1901 para William Kissam Vanderbilt. Es una de las casas más grandes de los Estados Unidos de América. Fue sede del Dowling College desde 1968 hasta su cierre en 2016.

## Historia
En 1878, Alva y William Kissam Vanderbilt comenzaron a construir como retiro campestre una lujosa casa de madera de 110 habitaciones en estilo Reina Ana conocida como Idle Hour, en una propiedad de 3,6 km² sobre el río Connetquot. El edificio, inicialmente terminado en 1882, fue diseñado por Richard Morris Hunt de Hunt & Hunt (un estadounidense que estudió en la École des Beaux-Arts de París), continuamente hasta que la casa fue destruida por un incendio el 15 de abril de 1899, mientras su hijo, Willie K. Vanderbilt, estaba allí de luna de miel. Willie y su nueva esposa, Virginia Fair Vanderbilt, escaparon del incendio. Su hija Consuelo también había pasado la luna de miel allí cuando se casó con Charles Spencer-Churchil en 1895.

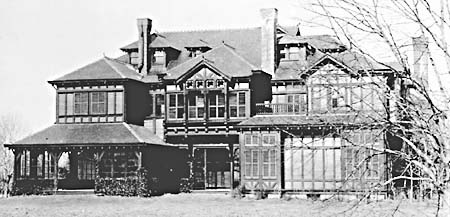
La "Idle Hour" original, hacia 1894.

Se reconstruyó rápidamente con ladrillo rojo y piedra gris al estilo campestre inglés, con muebles lujosos, por 3 millones de dólares. El edificio, en ese momento considerado entre las mejores casas de Estados Unidos, fue diseñado por el hijo de Hunt, Richard Howland Hunt. La "finca reconstruida incluía casi la totalidad de Oakdale, 290 o 300 edificios, una manada de novillos y un vapor de ruedas de paletas para transportar a los huéspedes por el río Connetquot junto a la mansión". Alrededor de 1902, el destacado estudio de arquitectura Warren & Wetmore hizo una adición.

### Propiedad posterior
Después de la muerte de Vanderbilt en 1920, la mansión pasó por varias fases y propietarios, incluida una breve estadía durante la Ley Seca del gánster Dutch Schultz. Alrededor de ese tiempo, los establos de vacas, los corrales de cerdos y los graneros de maíz en la parte de la granja de Idle Hour se convirtieron en estancias para una colonia de artistas bohemios de corta duración, conocida como la Real Fraternidad de Maestros Metafísicos, que incluía figuras como George Elmer Browne y Roman. (Bon) Bonet-Sintas, así como la escultora Catherine Lawson, la diseñadora de vestuario Olga Meervold y el pianista Claude Govier, y Francis Gow-Smith y su esposa Carol.
En 1963, el Adelphi College compró la propiedad y, en 1968, separó el campus como Dowling College (llamado así por el urbanista y filántropo Robert W. Dowling). En marzo de 1974, la mansión sufrió su segundo incendio y requirió una renovación de 3 millones de dólares. La finca fue la sede del Dowling College, una universidad mixta privada, hasta que la universidad cerró en agosto de 2016.
En 2017, Idle Hour y el campus Dowling entraron en subasta. En 2018, el Tribunal de Quiebras de Estados Unidos en Central Islip aprobó la compra por 14 millones de dólares del sitio de 0,4 km². por Mercury International LLC of Delaware, una filial de NCF Capital Ltd.

### Las casas más grandes de América
La mansión de 6503 m² está empatada como la decimoquinta casa más grande de los Estados Unidos de América con Woodlea en Briarcliff Manor (construida para su hermana Margaret y su cuñado Elliott Fitch Shepard en 1895) y Lynnewood Hall en Elkins Park, Pensilvania (construido para Peter AB Widener en 1900).

## Galería

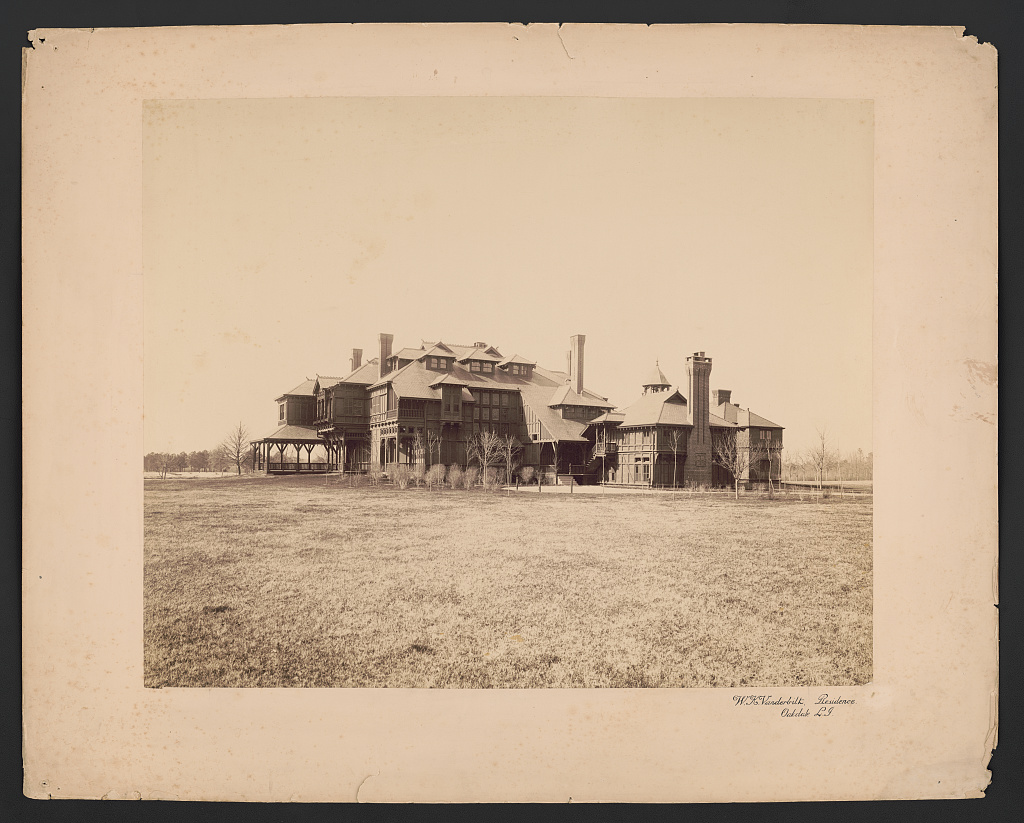
Fotografía de Idle Hour, 1880.
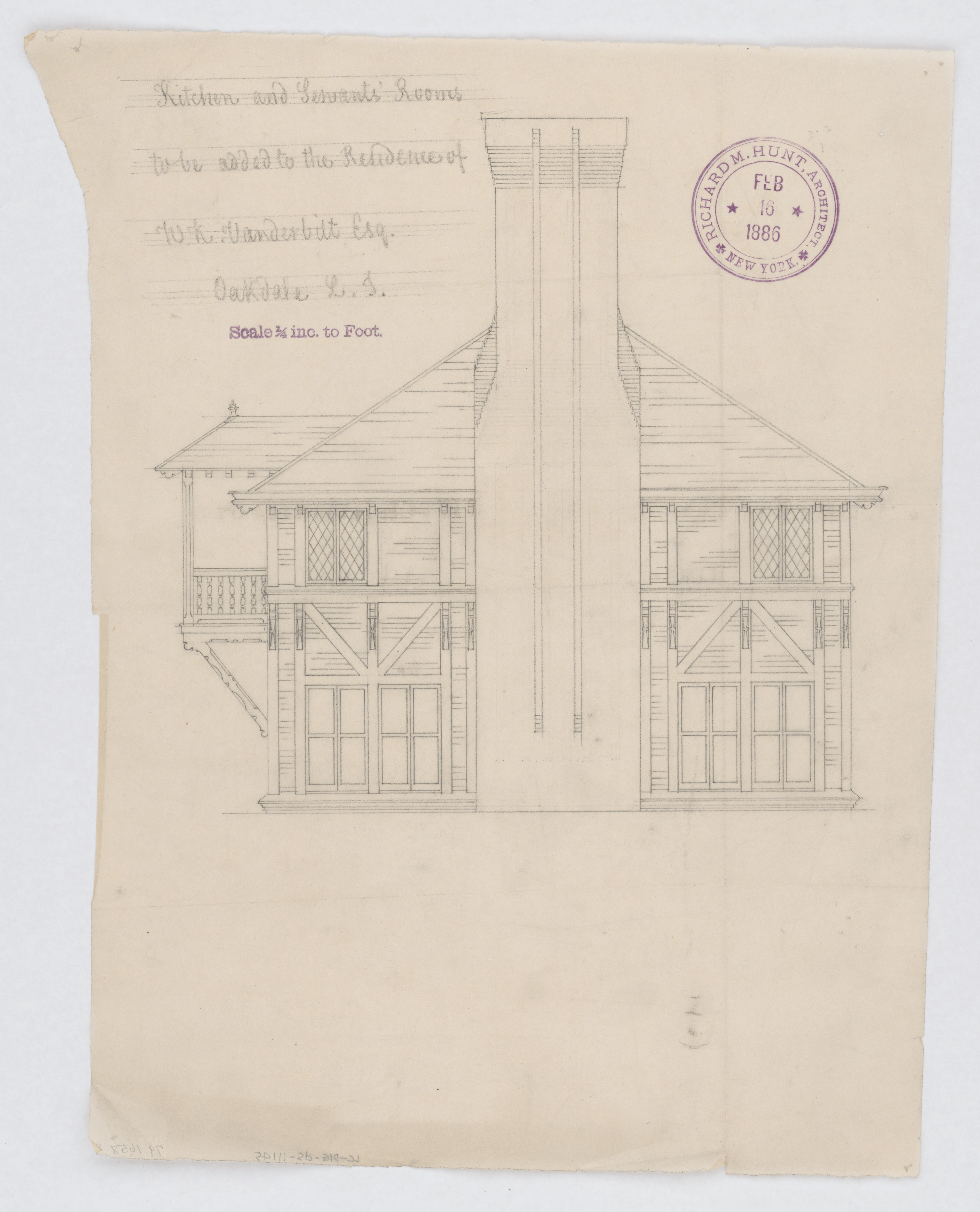
Cocina y cuarto del servicio, 1886.
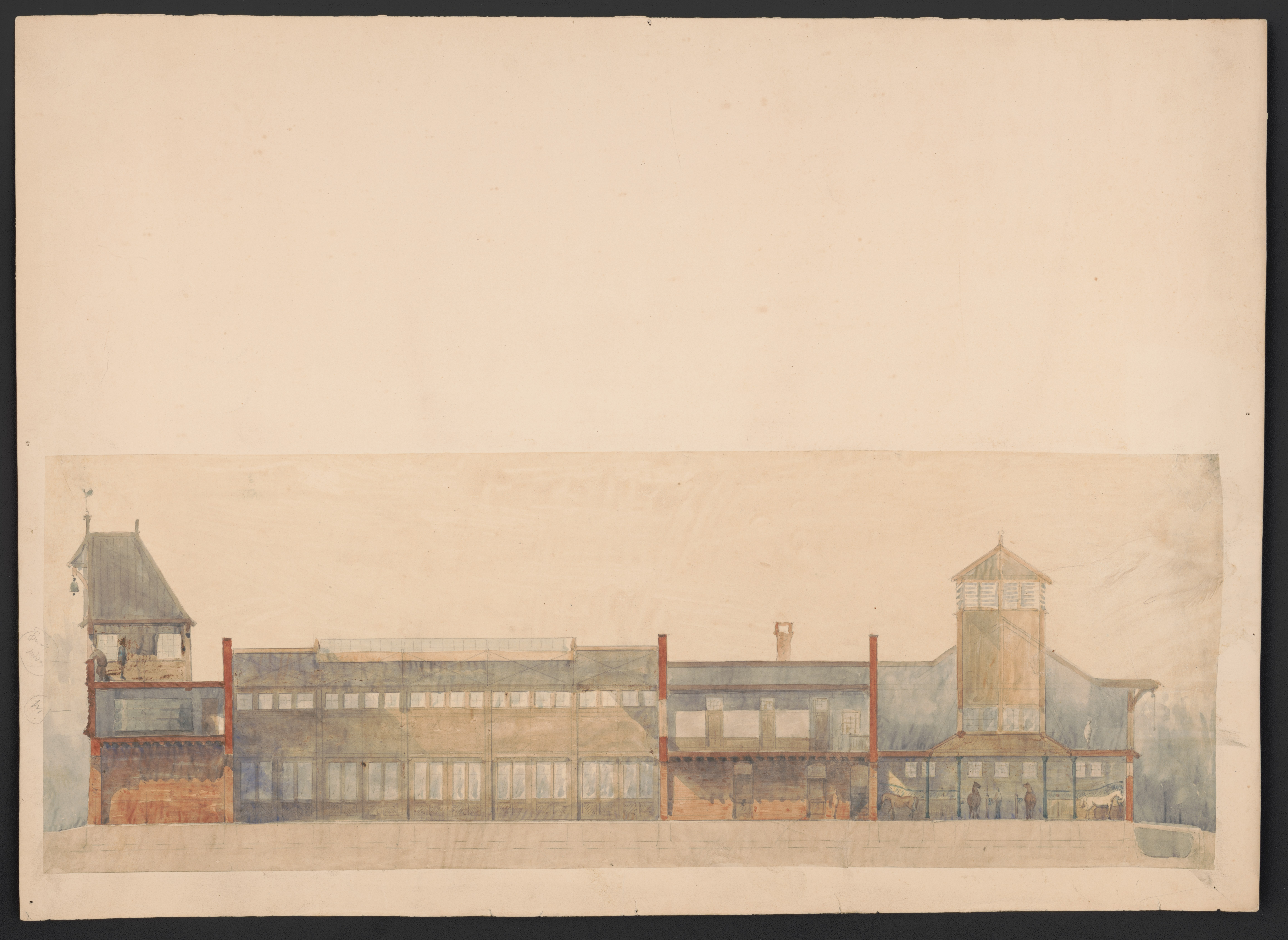
Dibujo arquitectónico de las caballerizas, 1888.
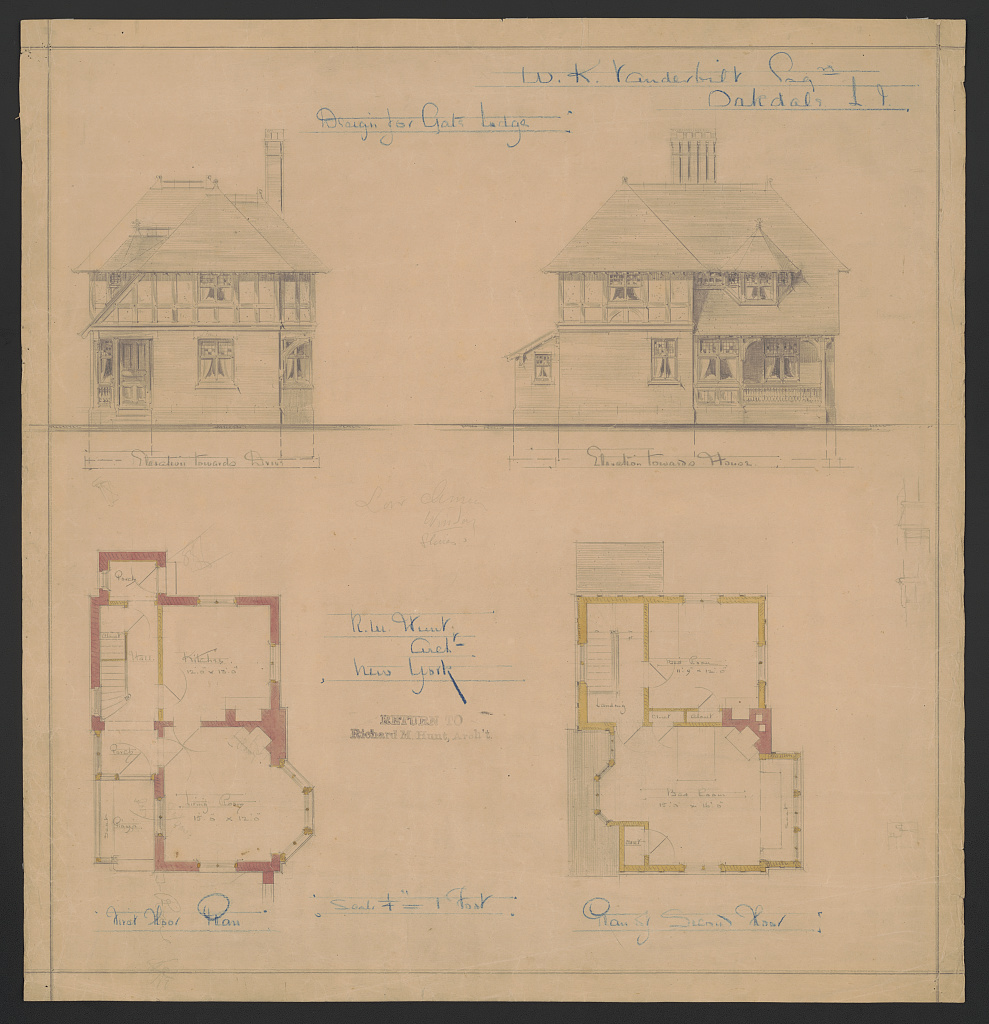
Dibujo arquitectónico, 1889.
Dibujo arquitectónico, 1889.
Dibujo arquitectónico del interior de Idle Hour, hacia 1900.
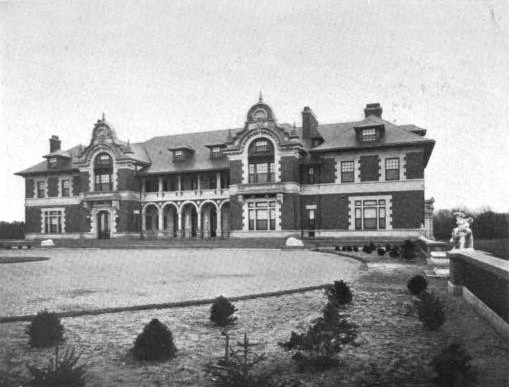
La fachada de Idle Hour, hacia 1903.
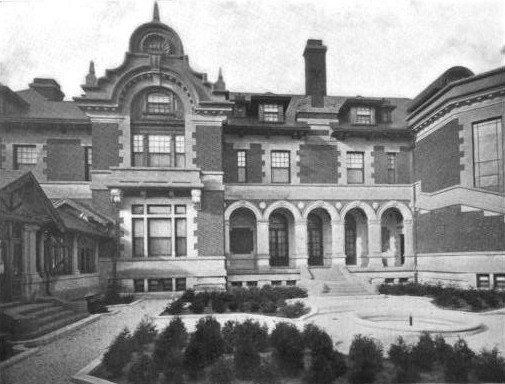
El patio interior, hacia 1903.
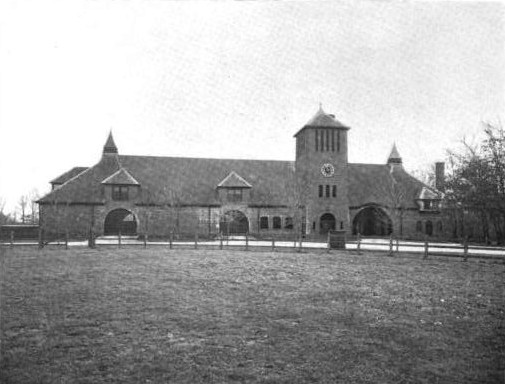
Los establos, hacia 1903.